# Brunellia cayambensis
Brunellia cayambensis är en tvåhjärtbladig växtart som beskrevs av José Cuatrecasas. Brunellia cayambensis ingår i släktet Brunellia och familjen Brunelliaceae. Inga underarter finns listade i Catalogue of Life.